# Mulben
Mulben (schottisch-gälisch Am Muileann Bàn) ist ein schottisches Dorf in der Council Area Moray. Es ist etwa sieben Kilometer westlich von Keith und 15 km südöstlich von Elgin an der A95 gelegen. Zwischen 1858 und 1964 war das Dorf über die Inverness and Aberdeen Junction Railway an das Eisenbahnnetz angeschlossen. Der Bahnhof wurde jedoch aufgegeben.
Mulben liegt in der bedeutenden Whiskyregion Speyside. In Mulben befinden sich zwei Whiskybrennereien, die 1897 gegründete Glentauchers- und die seit 1974 betriebene Auchroisk-Brennerei.

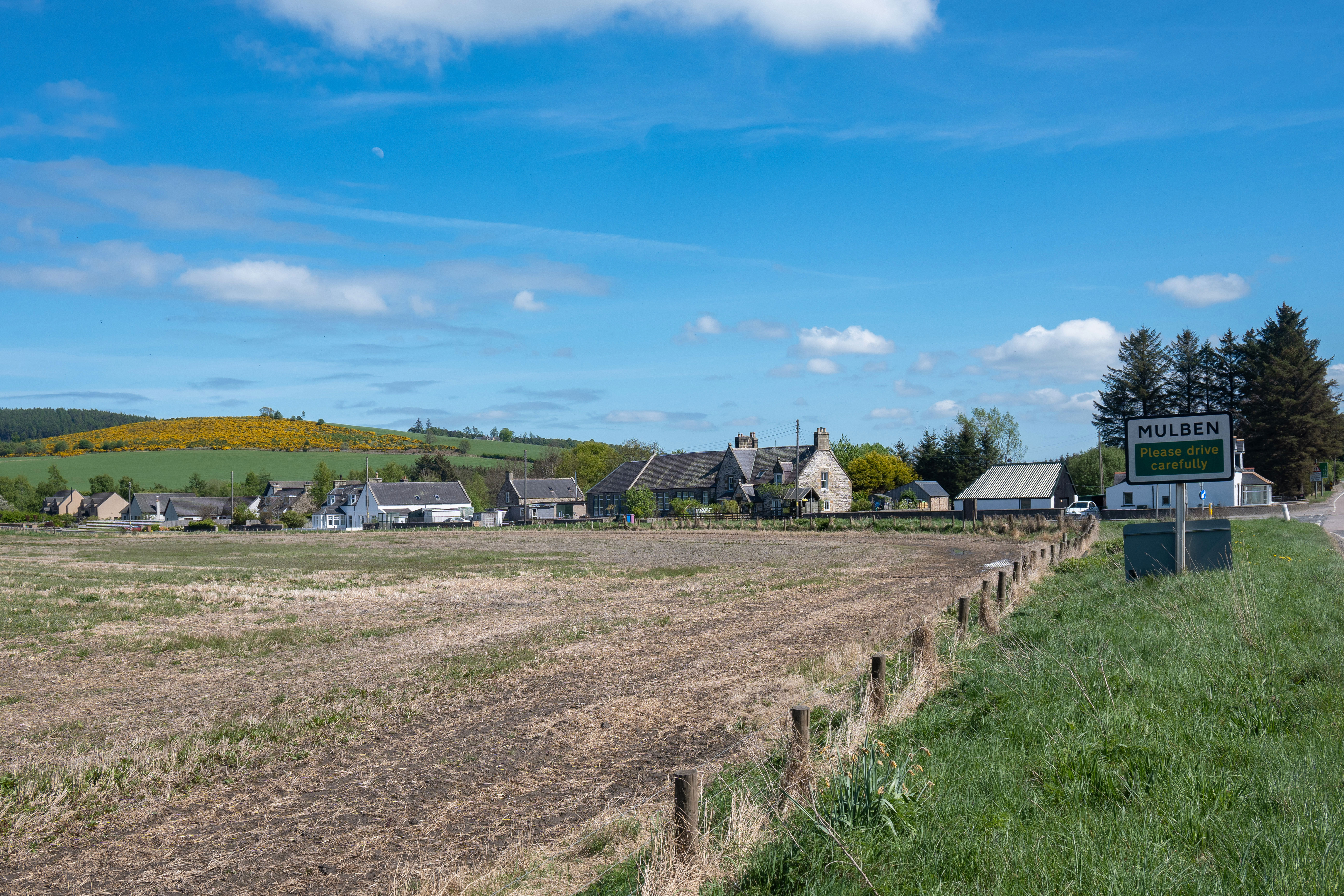
Mulben
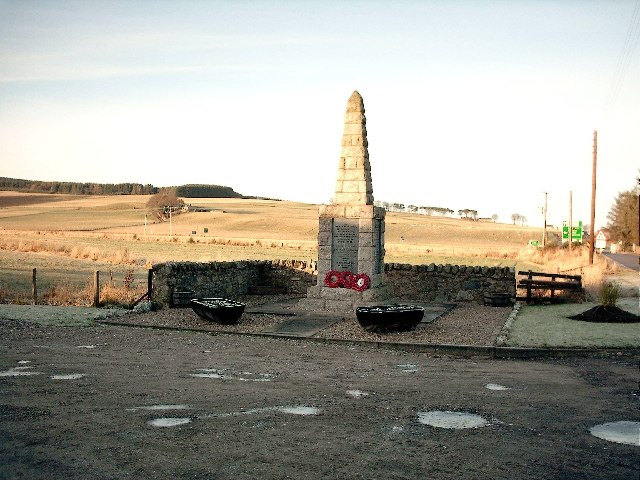
Kriegerdenkmal
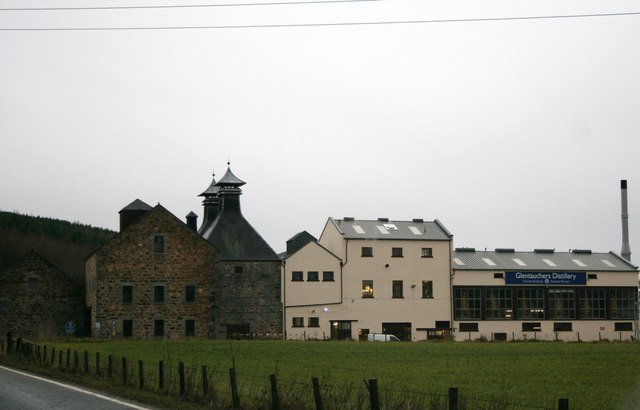
Glentauchers-Brennerei
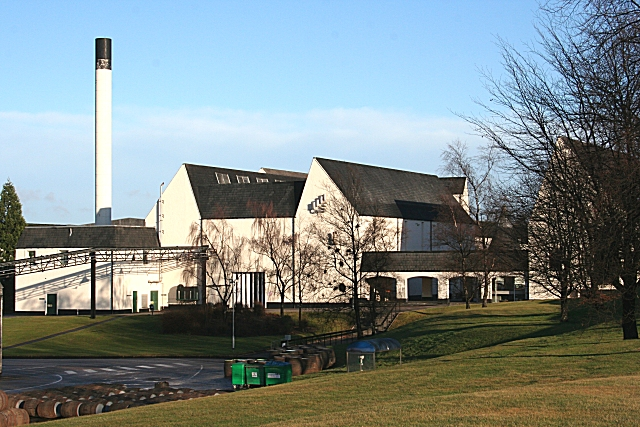
Auchroisk-Brennerei